# Filipiny na Mistrzostwach Świata w Lekkoatletyce 2022
Filipiny na Mistrzostwach Świata w Lekkoatletyce 2022 – reprezentacja Filipin podczas mistrzostw świata w Eugene liczyła jednego zawodnika, który zdobył brązowy medal w skoku o tyczce.

## Medaliści
| Medal | Zawodnik           | Konkurencja   | Rezultat | Data     |
| ----- | ------------------ | ------------- | -------- | -------- |
| brąz  | Ernest John Obiena | skok o tyczce | 5,94     | 24 lipca |

## Skład reprezentacji

### Mężczyźni
| Zawodnik           | Konkurencja   | Kwalifikacje | Kwalifikacje | Finał | Finał   | Źródło      |
| Zawodnik           | Konkurencja   | Wynik        | Pozycja      | Wynik | Pozycja | Źródło      |
| ------------------ | ------------- | ------------ | ------------ | ----- | ------- | ----------- |
| Ernest John Obiena | skok o tyczce | 5,75 q       | 6.           | 5,94  | 3.      | [ 1 ] [ 2 ] |